# 重厚長大
重厚長大（じゅうこうちょうだい）とは、重化学工業等の産業を意味する語、また、それら産業の特質を指す経済用語である。これらの産業が重く・厚く・長く・大きな製品を扱うことに由来する。具体的には鉄鋼業・セメント・非鉄金属・造船・化学工業や、これに関連する装置産業が分類され、IT産業は含まれない。反対語は「軽薄短小」（けいはくたんしょう）。

## 重厚長大と軽薄短小
産業として重厚長大にならざるを得ない部門もあるが、ある時点から、消費者は肥大化した機能をそのままに外形の縮小化を求めるようになったり、機能を取捨選択したりすることにより、長大化を抑制して効率性や需給バランスの最適化を望むようになる。そのような動きが生産者側に反映されたとき、その産業が重厚長大から軽薄短小に転換することとなる。誤用に近いが、現代においては、単純に小分けパックや、量を減らした製品なども軽薄短小として紹介されることも多い。
また、重厚長大という場合、軽薄短小に対して、「古い」「過去のもの（過去となりつつあるもの）」といった侮蔑的な意味が含まれる場合もある。実際に、「方針転換無く、何かしらの要素を発展させる（それに付随して発展した分コストも増す）こと」に対して、批判的に使用される。

## 背景
この言葉が生まれたのは、石油危機に起因する高度経済成長の終焉期である。1980年頃から産業構造のソフト化やサービス化の流れが広がり、重厚長大産業は精彩を欠くと共に、それら産業はアジアの発展途上国に譲り、エレクトロニクス、ソフトウェアなどの軽薄短小産業（ハイテク産業）へのシフトが求められるとされた。「トンの経済からグラムの経済へ」といった言い方もされた。日経ビジネスが1982年2月8日号で特集記事『軽・薄・短・小化の衝撃』を掲載するなど大きな話題を呼び、当時の流行語となった。
ただし、1980年代以降鉄鋼産業をはじめとした日本の素材産業は、高付加価値製品に軸足を移し、また中国を中心としたアジア各国の経済発展に伴いアジア諸国への輸出もふえて、2000年代中頃の景気回復の原動力の一つとなった。
1980年代前半の日本の大衆文化においても「軽薄短小」が世相を映す言葉として使用されることがある。作家の椎名誠、嵐山光三郎らのエッセイ集は、話し言葉を主体とした昭和軽薄体とよばれるスタイルで人気を博したほか、フジテレビは1981年から「楽しくなければテレビじゃない」をスローガンに局の方向性を改め、これが「軽チャー路線」と呼ばれ視聴率絶好調の時代を迎えた。